# ريوزو سوزوكي
ريوزو سوزوكي (鈴木 良 三) (ولد في 20 سبتمبر 1939 في اليابان هو لاعب كرة قدم ياباني سابق. سوزوكي لعب لليابان في دورة الألعاب الاولمبية الصيفية 1964.

## روابط خارجية
1. ↑  "Ryozo Suzuki Biography and Statistics". Sports Reference. مؤرشف من الأصل في 2018-05-29. اطلع عليه بتاريخ 2009-10-27.

- ريوزو سوزوكي على موقع الاتحاد الدولي (مؤرشف)  (الإنجليزية)
- ريوزو سوزوكي على موقع ناشيونال فوتبول تيمز (الإنجليزية)
- ريوزو سوزوكي على موقع عالم كرة القدم.نت (الإنجليزية)
- ريوزو سوزوكي على موقع أوليمبيديا (الإنجليزية)